# Abasiofilia
L'abasiofilia è una parafilia che consiste nell'attrazione sessuale nei confronti di coloro che sono costretti a utilizzare, a causa di disabilità fisiche, sedie a rotelle o altri apparecchi ortopedici, come ad es. arti artificiali.

## Storia
Il termine fu utilizzato per la prima volta da John Money, nel 1990, su una rivista scientifica.
La maggior parte dei soggetti coinvolti in questo tipo di feticismo avrebbe avuto un'età compresa fra i 50 e i 70 anni, secondo alcuni studi svolti negli anni Novanta; si tratterebbe cioè di persone che hanno vissuto la loro infanzia negli ultimi anni di diffusione della poliomielite, a cavallo fra gli anni '40 e '50.